# Al-Ittihad (Jeddah)
Al-Ittihad Saudi Arabian Club (tiếng Ả Rập: نادي الإتحاد العربي السعودي), đơn giản được gọi là Al-Ittihad và còn được gọi là Ittihad Jeddah (tiếng Ả Rập: إتحاد جدة), là một câu lạc bộ bóng đá chuyên nghiệp có trụ sở tại Jeddah, Ả Rập Xê Út, được thành lập năm 1927. Câu lạc bộ đã trải qua toàn bộ lịch sử của mình trong giải đấu bóng đá hàng đầu ở Ả Rập Xê Út, hiện được gọi là Saudi Pro League.
Các trận đấu của Al-Ittihad được diễn ra tại sân vận động chính của nó ở King Abdullah Sports City, là sân vận động lớn thứ hai ở Ả Rập Xê Út, với sức chứa 62.000 khán giả. Al Ittihad có mối thù truyền kiếp với Al-Hilal, được gọi là El Clasico của Ả Rập Xê Út, được coi là trận đấu nổi bật nhất và được theo dõi nhiều nhất của bóng đá Ả Rập Xê Út.
Nó được coi là câu lạc bộ thể thao lâu đời nhất vẫn còn tồn tại ở Ả Rập Xê Út, vì câu lạc bộ được thành lập sau cuộc gặp gỡ của một số người hâm mộ bóng đá nổi tiếng ở Jeddah. Giai đoạn thành công nhất trong lịch sử câu lạc bộ là những năm 1990 và giữa những năm 2000, khi câu lạc bộ đạt được nhiều danh hiệu và thành tích.
Al-Ittihad được coi là một trong những câu lạc bộ thành công nhất ở cấp độ trong nước và châu lục, vì họ đã hai lần liên tiếp vô địch AFC Champions League (một trong ba đội châu Á duy nhất đạt được điều này), một lần vô địch Asian Cup Winners' Cup, Cúp vùng Vịnh và danh hiệu Arab Champions League cho mỗi danh hiệu. Ở trong nước, đây là câu lạc bộ thành công thứ hai ở Ả Rập Xê Út, đã giành được 8 chức vô địch quốc gia, 9 danh hiệu Cúp Nhà Vua, 8 danh hiệu Cúp Thái tử và 3 danh hiệu Cúp Liên đoàn Ả Rập Xê Út.

## Lịch sử

### Thành lập (1927-1949)
Vào ngày 26 tháng 12 năm 1927, một số cá nhân nổi tiếng yêu thích bóng đá tại thành phố Jeddah đã tổ chức một cuộc họp tại văn phòng của một công ty phát thanh truyền hình. Họ đã bàn luận về việc thành lập một câu lạc bộ bóng đá nhằm mang lại niềm vui cho người dân, tạo ra sự cạnh tranh với các đội bóng và cung cấp một nền tảng thể thao có tổ chức cho thanh niên trong thành phố. Các thành viên tham gia cuộc họp bao gồm Hamza Fitaihi, Abdulrazag Ajlan, Abdullah Bin Zagor, Fahad Badkook và Abdulsamad Najeeb Alsaady. Mọi người đồng thuận rằng họ nên hợp tác với câu lạc bộ Ittihad Jeddah.
Một người mang tên Mazen Mohammed đã đưa ra gợi ý về tên cho câu lạc bộ, và chủ sở hữu câu lạc bộ đã đồng ý với ý kiến đó để đặt tên cho câu lạc bộ Al-Ittihad (United hoặc Union trong tiếng Anh) bằng tiếng Ả Rập.
| “               | As long as we are here together, let's call it Al-Ittihad. | ” |
| —Mazen Mohammed |                                                            |   |

Ismail Zahran, một cầu thủ của đội bóng, đang làm việc tại văn phòng của Đài phát thanh ở Jeddah, và ông có khả năng đề cử Sultan làm Chủ tịch của câu lạc bộ. Tuy nhiên, Ali Sultan đã trở thành chủ tịch chính thức đầu tiên của câu lạc bộ. Ban đầu, Al-Ittihad không nhận được sự ủng hộ mạnh mẽ và không có một cơ quan chính thức như Al-Riyadhi, do sự hiện diện mạnh mẽ của văn hóa chỉ tập trung ở thành phố Jeddah. Trong cuộc gặp đầu tiên với Al-Riyadhi, Al-Ittihad đã giành chiến thắng với tỷ số 3-0.Câu lạc bộ Al-Ittihad đã đạt được thành công đầu tiên trong lịch sử khi giành chức vô địch trong một giải đấu có tên là The Cup of Nishan Nazer, được coi là giải đấu chính thức vào thời điểm đó. Chiếc cúp này đã làm nổi tiếng Al-Ittihad, và trong trận chung kết, có một thử thách đặt ra trước họ. Tùy thuộc vào nguồn tin, người chiến thắng có thể đốt đại sứ quán. Giải đấu có sự tham gia của nhiều câu lạc bộ và cộng đồng, đấu tranh với Al-Ittihad để giành quyền vào trận chung kết với Al-Mukhtalat. Do thời tiết bụi bặm, hiệp 1 bị hoãn và trận đấu đã bị tạm dừng khoảng 10 phút.Trọng tài đã tạm dừng trận đấu trong 8 phút để cho cầu thủ nghỉ ngơi. Thời tiết đã thay đổi tốt hơn trong hiệp hai, nhưng đội hình Al-Mukhtalat đã gặp thất bại do sự thiếu hiệu quả trong tấn công. Trong trận đấu, hậu vệ Safwan của câu lạc bộ đã trở thành một cầu thủ nổi bật và hy sinh cho đội. Cuối cùng, Al-Ittihad đã giành chức vô địch với tỷ số 3-0 trước Al-Mukhtalat. Một đặc điểm quan trọng của giải đấu này là nó được tổ chức trong giai đoạn từ 1940 đến 1950 dưới triều đại của người sáng lập quốc vương Abdul-Aziz Al-Saud. Tuy nhiên, trong giai đoạn này vẫn còn khá khó khăn, vì Hiệp hội bóng đá không được thành lập cho đến năm 1956.

### Sự khởi đầu của các giải đấu chính thức, chức vô địch giải đấu đầu tiên, cú ăn ba (1950–1999)
Vào cuối những năm 1950, Al-Ittihad trở thành câu lạc bộ đầu tiên đạt được cúp Hoàng tử và cúp Vua liên tiếp trong hai lần. Ngày 2 tháng 5 năm 1960, Al-Ittihad đối đầu với đối thủ truyền kiếp của họ là Al-Ahli trong trận chung kết cúp Vua, và kết quả là chiến thắng 7-0, trận đấu derby lớn nhất trong lịch sử. Đây cũng là lần thứ ba liên tiếp câu lạc bộ giành chức vô địch trước Al-Wehda, hoàn thành chuỗi chiến thắng vào các năm 1958, 1959 và 1960.
Sau đó, câu lạc bộ trải qua một giai đoạn khó khăn, không đạt được nhiều thành công trừ khi giành cúp Vua năm 1967 và cúp Liên đoàn bóng đá Saudi năm 1974, khi đánh bại Al-Hilal trong loạt sút luân lưu. Trong thập kỷ tiếp theo, Giải vô địch và Giải hạng nhất đã được sáp nhập thành một, từ năm 1982, khi Al-Ittihad giành danh hiệu vô địch giải đấu lần đầu tiên trong lịch sử câu lạc bộ. Đây là câu lạc bộ đầu tiên và duy nhất đến nay đạt được thành tựu này. Sau một khoảng thời gian vắng bóng kéo dài 21 năm, câu lạc bộ đã giành được cúp Vua khi đánh bại Al Ettifaq vào năm 1988.
Vào giữa những năm 1990, Al-Ittihad bước vào một thời kỳ vàng son, với nhiều danh hiệu được giành được. Trong mùa giải 1996-1997, câu lạc bộ đã đoạt ba cúp, bao gồm Giải vô địch, Cúp Hoàng tử và Cúp Liên đoàn. Trong hai mùa giải tiếp theo, Al-Ittihad đã giành chức vô địch giải đấu lần thứ ba trong lịch sử sau khi đánh bại Al-Hilal trong trận chung kết với tỷ số 2-0. Đó cũng là lần đầu tiên câu lạc bộ giành được danh hiệu châu lục khi vượt qua Jeonnam Dragons với tỷ số 3-2 và bàn thắng vàng của Ahmed Bahja. Ngoài ra, Al-Ittihad cũng đạt được thành công trong Giải vô địch Liên bang Vùng Vịnh, giành được bốn danh hiệu trong mùa giải.
Năm 1999, câu lạc bộ đã lọt vào trận chung kết Siêu cúp châu Á, nhưng chỉ giành được vị trí Á quân sau khi thua Júbilo Iwata với tổng tỷ số 2-3.

## Cầu thủ
Tính đến 7 tháng 6 năm 2023
| #  | Vị trí | Cầu thủ                   | Quốc gia    |
| -- | ------ | ------------------------- | ----------- |
| 3  | TV     | Tarek Hamed               | Ai Cập      |
| 4  | HV     | Ziyad Al-Sahafi           | Ả Rập Xê Út |
| 5  | HV     | Omar Hawsawi              | Ả Rập Xê Út |
| 6  | TV     | Khaled Al-Samiri          | Ả Rập Xê Út |
| 7  | TV     | N'Golo Kanté              | Pháp        |
| 8  | TV     | Fabinho                   | Brasil      |
| 9  | TĐ     | Karim Benzema             | Pháp        |
| 10 | TV     | Igor Coronado             | Brasil      |
| 11 | TĐ     | João Pedro Neves Filipe   | Bồ Đào Nha  |
| 13 | HV     | Muhannad Al-Shanqeeti     | Ả Rập Xê Út |
| 14 | TV     | Awad Al-Nashri            | Ả Rập Xê Út |
| 15 | HV     | Abdulelah Al-Shehri       | Ả Rập Xê Út |
| 16 | TV     | Abdulkareem Maghrabi      | Ả Rập Xê Út |
| 19 | TV     | Bruno Henrique            | Brasil      |
| 20 | HV     | Ahmed Sharahili           | Ả Rập Xê Út |
| 21 | TM     | Abdullah Al-Jadaani       | Ả Rập Xê Út |
| 22 | TM     | Saleh Al-Ohaymid          | Ả Rập Xê Út |
| 23 | HV     | Mohammed Al-Oufi          | Ả Rập Xê Út |
| 24 | TV     | Abdulrahman Al-Aboud      | Ả Rập Xê Út |
| 25 | HV     | Naif Asiri                | Ả Rập Xê Út |
| 26 | HV     | Ahmed Hegazi (đội trưởng) | Ai Cập      |
| 27 | HV     | Hamdan Al-Shamrani        | Ả Rập Xê Út |
| 28 | TV     | Omar Al-Jadani            | Ả Rập Xê Út |
| 32 | HV     | Hazim Al-Zahrani          | Ả Rập Xê Út |
| 33 | HV     | Madallah Al-Olayan        | Ả Rập Xê Út |
| 34 | TM     | Marcelo Grohe             | Brasil      |
| 35 | TV     | Hussain Al-Eisa           | Ả Rập Xê Út |
| 36 | TV     | Marwan Al-Sahafi          | Ả Rập Xê Út |
| 37 | HV     | Suwailem Al-Menhali       | Ả Rập Xê Út |
| 38 | HV     | Sultan Al-Sulayli         | Ả Rập Xê Út |
| 40 | TV     | Albaraa Addawi            | Ả Rập Xê Út |
| 41 | TM     | Raghdan Matri             | Ả Rập Xê Út |
| 44 | TV     | Noureddine El Bahhar      | Ai Cập      |
| 70 | TĐ     | Haroune Camara            | Ả Rập Xê Út |
| 80 | TĐ     | Mohammed Al-Saiari        | Ả Rập Xê Út |
| 88 | TM     | Osama Al-Marmash          | Ả Rập Xê Út |
| 90 | TĐ     | Romarinho                 | Brasil      |
| 95 | HV     | Ahmed Bamsaud             | Ả Rập Xê Út |
| 99 | TĐ     | Abderrazak Hamdallah      | Maroc       |
| —  | TM     | Malek Tolah               | Ả Rập Xê Út |
| —  | HV     | Aseel Abed                | Ả Rập Xê Út |
| —  | HV     | Hassan Al-Asmari          | Ả Rập Xê Út |
| —  | HV     | Basil Al-Hedaif           | Ả Rập Xê Út |
| —  | TV     | Yonis Abdulwahed          | Ả Rập Xê Út |
| —  | TV     | Abdulaziz Al-Dhuwayhi     | Ả Rập Xê Út |
| —  | TV     | Meshal Sani               | Ả Rập Xê Út |
| —  | TV     | Abdulelah Hawsawi         | Ả Rập Xê Út |
| —  | TĐ     | Abdulaziz Al-Hassani      | Ả Rập Xê Út |

## Cầu thủ nổi bật
Cầu thủ đã ra sân quốc tế cấp cao:
| KSA | AFC | CAF | UEFA | CONMEBOL | CONCACAF                      |
| --- | --- | --- | --- | --- | ----------------------------- |
| - Mohammed Noor - Hamzah Idris - Naif Hazazi - Abdulrahman Al-Qahtani - Abdoh Otaif - Saud Kariri - Marzouk Al-Otaibi - Osama Al-Muwallad - Hussein Al-Sadiq - Sulaiman Al Hedaithi - Mohammed Al-Khilaiwi - Khamis Al-Zahrani - Hamad Al-Eissa - Ahmed Jamil - Mabrouk Zaid - Hamad Al-Montashari - Ahmed Dokhi - Khamis Al-Owairan - Mohammed Amin Haidar - Ahmed Al-Fraidi - Redha Tukar - Saleh Al-Saqri - Manaf Abushgeer - Nezar Abbas - Ahmed Khuraish - Abdullah Al-Waked - Talal Al-Meshal - Ibrahim Suwayed - Saeed Ghurab - ِAl-Noor Musa - Tareq Al-Muwallad - Khaled Massaad - Khaled Gahwaji - Al Hasan Al-Yami - Adnan Fallatah - Assaf Al-Qarni - Jamal Bajandouh - Ahmed Assiri - Fawaz Al-Qarni | - Ahmed Hadid - Fahad Al Enezi - Fahad Al Ansari - Abdullah Omar - James Troisi - Matthew Jurman - Mohamad Haidar - Mohammad Al-Dmeiri - Saif Salman | - Manuel da Costa - Redouane Allali - Abdeljalil Hadda - Hicham Aboucherouane - Ahmed Bahja - Jaouad Zairi - Faouzi Abdelghani - Aziz Ouzougate - Hicham Dmiai - Hamid Nater - Abdelmalek Ziaya - Amine Chermiti - Jameleddine Limam - Témime Lahzami - Néjib Ghommidh - Taoufik Belghith - Lotfi Mhaissi - Ahmed Akaïchi - Anice Badri - Emad Moteab - Hosny Abd Rabo - Islam El-Shater - Kahraba - Tarek Hamed - Ahmed Hegazi - Mohamed Kallon - Zain Moosa - Ablade Kumah - Sulley Muntari - Prince Tagoe - Didier Ya Konan - Wilfried Bony - Modeste M'bami - Joseph-Désiré Job - Alhassane Keita - Titi Camara - Ibrahim Babangida - Mutiu Adepoju - Fabrice Ondama - Samba Diakité - Garry Rodrigues | - Karim Benzema - N'Golo Kanté - Theo Bücker - Roberto Donadoni - Gelsi - Dejan Petković - Aleksandar Prijović - Aleksandar Pešić - Vladimir Tatarchuk - Oleg Sergeyev - Paulo Jorge - Nuno Assis - Sânmărtean - Łukasz Szukała - Dalian Atkinson - Rob Witschge - Milenko Ačimovič - Anas Sharbini - Mario Carević - György Sándor - Thomas Sjöberg | - Tcheco - Sérgio Ricardo - Thiago Gentil - Guilherme Alves - Wágner - Magno Alves - Wendel - Cleberson - Cláudio Pitbull - Leandro Bonfim - Bebeto - Dimba - Reinaldo - Renato - Renan Teixeira - Marquinho - Diego Souza - Jóbson - Fernando Baiano - Landomar - Bill - Thiago Carleto - Valdívia - Bruno Uvini - Jonas - Alfonso Yáñez - Rolando Zárate - Luciano - Emiliano Vecchio - Gelmin Rivas - Sergio Herrera - Luis Jiménez - Carlos Villanueva | - Jared Borgetti - Hugo Pérez |

## Lịch sử huấn luyện viên
Nguồn:
| Tên                                                          | Từ             | Đến            |
| ------------------------------------------------------------ | -------------- | -------------- |
| Bản mẫu:Country data Kingdom of Hejaz Mohammed Saleh Salamah | 1928           | 1931           |
| Omar Shendi                                                  | 1960           | 1960           |
| Khalil Abo Zaid                                              | 1961           | 1961           |
| Saeed Hussain                                                | 1961           | 1962           |
| Fritz                                                        | 1966           | 1967           |
| Bashir Al-Sagheer                                            | 1967           | 1968           |
| Fritz                                                        | 1968           | 1969           |
| Ali Chaouach                                                 | 1970           | 1970           |
| Abdullah Abo Dawood                                          | 1970           | 1970           |
| Ali Selmi                                                    | 1975           | 1977           |
| Jamel Eddine Bouabsa                                         | 1977           | 1978           |
| Dettmar Cramer                                               | 1978           | 1981           |
| Mahmoud El-Gohary                                            | 1981           | 1981           |
| Chinesinho                                                   | 1981           | 1982           |
| Carlos Alberto Silva                                         | 1982           | April 10, 1983 |
| Chinesinho                                                   | April 10, 1983 | May 13, 1983   |
| Joubert Luis Meira                                           | 1983           | 1984           |
| Vanderlei Luxemburgo                                         | 1984           | 1984           |
| Bob Houghton                                                 | 1984           | 1986           |
| Walter Skocik                                                | 1987           | 1989           |
| Heinz Höher                                                  | 1989           | 1990           |
| Kálmán Mészöly                                               | 1991           | 1992           |
| Roland Andersson                                             | 1993           | 1993           |
| Bob Houghton                                                 | 1993           | 1994           |
| Paulo Campos                                                 | 1995           | 1996           |
| Dimitri Davidovic                                            | 1996           | 1997           |
| Sándor Egervári                                              | 1997           | 1997           |
| Dezső Novák                                                  | 1997           | 1998           |
| Paulo Campos                                                 | 1998           | 1998           |
| Dimitri Davidovic                                            | 1998           | 1999           |
| José Oscar Bernardi                                          | 1999           | 2000           |
| Revaz Dzodzuashvili                                          | 2000           | 2000           |
| Dimitri Davidovic                                            | 2000           | 2000           |
| Giuseppe Dossena                                             | 2000           | 2001           |
| Osvaldo Ardiles                                              | 2001           | 2001           |

| Tên                            | Từ                   | Đến                  |
| ------------------------------ | -------------------- | -------------------- |
| José Oscar Bernardi            | 2001                 | 2003                 |
| Antonello Cuccureddu           | 2002                 | 2003                 |
| Tomislav Ivić                  | 2003                 | 2004                 |
| Dragan Talajić (interim)       | 1 tháng 7 năm 2004   | 2004                 |
| Luka Peruzović                 | tháng 12 năm 2004    | tháng 3 năm 2005     |
| Anghel Iordănescu              | 26 tháng 3 năm 2005  | 30 tháng 6 năm 2006  |
| Bruno Metsu                    | 2006                 | 26 tháng 4 năm 2006  |
| Vahid Halilhodžić              | 5 tháng 6 năm 2006   | 1 tháng 8 năm 2006   |
| Dimitri Davidovic              | 1 tháng 8 năm 2006   | 2007                 |
| José Candinho                  | 2007                 | 2007                 |
| Estevam Soares                 | 20 tháng 12 năm 2007 | 23 tháng 8 năm 2008  |
| Gabriel Calderón               | 22 tháng 5 năm 2008  | 13 tháng 1 năm 2010  |
| Enzo Trossero                  | 20 tháng 1 năm 2010  | 30 tháng 5 năm 2010  |
| Manuel José                    | 2 tháng 6 năm 2010   | 24 tháng 12 năm 2010 |
| Toni                           | 28 tháng 12 năm 2010 | 15 tháng 5 năm 2011  |
| Dimitri Davidovic              | 15 tháng 5 năm 2011  | 28 tháng 11 năm 2011 |
| Abdullah Gurab (tạm quyền)     | November 29, 2011    | December 19, 2011    |
| Matjaž Kek                     | December 20, 2011    | February 8, 2012     |
| Abdullah Gurab (tạm quyền)     | February 8, 2012     | February 27, 2012    |
| Raul Caneda                    | February 27, 2012    | February 23, 2013    |
| Beñat San José                 | February 23, 2013    | December 8, 2013     |
| Juan Verzeri                   | January 6, 2014      | February 26, 2014    |
| Khalid Al-Koroni               | February 26, 2014    | August, 2014         |
| Amro Anwar                     | August 28, 2014      | October 16, 2014     |
| Victor Pițurcă                 | October 16, 2014     | June 12, 2015        |
| László Bölöni                  | July 21, 2015        | October 23, 2015     |
| Victor Pițurcă                 | December 8, 2015     | July 21, 2016        |
| José Luis Sierra               | July 22, 2016        | May 20, 2018         |
| Ramón Díaz                     | May 23, 2018         | September 20, 2018   |
| Slaven Bilić                   | September 27, 2018   | February 24, 2019    |
| José Luis Sierra               | February 24, 2019    | October 20, 2019     |
| Mohammed Al-Abdali (tạm quyền) | 20 tháng 10 năm 2019 | 4 tháng 11 năm 2019  |
| Henk ten Cate                  | 4 tháng 11 năm 2019  | 11 tháng 2 năm 2020  |
| Piet Hamberg (tạm quyền)       | 11 tháng 2 năm 2020  | 17 tháng 2 năm 2020  |
| Fábio Carille                  | 17 tháng 2 năm 2020  | 24 tháng 8 năm 2021  |
| Cosmin Contra                  | 29 tháng 8 năm 2021  | 4 tháng 7 năm 2022   |
| Nuno Espírito Santo            | 4 tháng 7 năm 2022   | nay                  |